# Zayd ibn Ali
Zayd ibn ʿAlī (695-740) (en arabe : زيد بن علي), également nommé Zayd al-Shahid, est le petit-fils de Husayn et l'arrière-petit-fils d'`Ali. En 713, à la mort de son père `Alî Zayn al-`Âbidîn, la majorité des chiites considérait que Muhammad al-Bâqir était le successeur légitime, mais une minorité, les zaïdites pensait que ce devait être Zayd ben `Alî. Cette succession va amener une division dans le chiisme.

## Histoire
Il a étudié auprès du mu'tazilite Wasil Ibn Ata.
La succession de `Alî Zayn al-`Âbidîn, fut disputée entre deux frères, Muhammad al-Bâqir et Zayd ben `Alî. D'après la version des  zaïdites, Zayd ben `Ali prétendait que l'on ne peut être imâm que si l'on se déclare publiquement, et Muhammad al-Bâqir ne voulait pas se déclarer publiquement imâm. Il objecta à son frère que leur père ne s'était pas déclaré publiquement et qu'il n'en avait pas moins été imâm. Finalement la majorité récusa Zayd car il avait déclaré reconnaître la légitimité de l'imamat d'Abû Bakr et d'`Umar, ce que les chiites rigoureux refusent. Zayd rejette le caractère héréditaire du califat.
Pour les chiites duodécimains, Zayd ben `Ali n'a jamais prétendu à l'imamat mais seulement de mener une révolte contre les Omeyyades. Zayd ben `Ali demanda la permission à son neveu, l'imam Jaa`far al-Sadiq. Celui-ci lui permit d'aller au Jihâd par ces mots : "Ô mon oncle, si tu consens à être tué, crucifié à al Kinasah(à Kufa), alors c'est ton affaire". Quand il s'en alla, Ja'far, fils de Mohammed, dit alors: " Malheur à celui qui entend son appel et qui ne lui répond pas! "
Il ne suit pas la majorité des chi'ites qui tiennent l'imâm pour impeccable (infaillible).
Zayd ben `Ali fut ensuite tué ; son cadavre fut exhumé et décapité puis mis en croix à Koufa sous le règne du calife omeyyade Hichâm ben `Abd al-Malik. Son fils, Yahyâ ben Zayd, lui succède.

## Théologie
La question du libre arbitre fut âprement débattue par les théologiens. Les mutazilites défendent l'idée de liberté humaine, tandis que les sunnites considèrent Allah comme seule cause de tout ce qui arrive. Cette dernière thèse a pour conséquence que Dieu est l'auteur du mal. Zayd définit une position intermédiaire : selon lui, Dieu accepte le mal sans pour autant l'agréer. 

## Ouvrages
L'Imâm Zayd laissa un héritage conservé par sa descendance et les suiveurs de son courant religieux. Voici ce qui fut conservé :
- Al-Majmû', surnommé Musnad ul-Imâm Zayd, qui est un recueil de hadîth,
- Tafsîr Gharîb il-Qur`ân, qui est une exégèse coranique,
- Manâsik ul-Hajj wa-l-'Umrah, qui est un livre de jurisprudence concernant le Pèlerinage à La Mecque,
- Majmû' ur-Rasâ`il wa Kutub il-Imâm Zayd, qui rassemble tous les livrets et épîtres composés par l'Imâm.

## Descendance
Zayd Ibn 'Alî eut quatre fils :
- Yahyâ, né de son épouse Râ°itah Bint Abî Hâshim ;
- 'Îsâ,
- Muhammad,
- et Al Husayn ; ces trois derniers étant nés de son épouse Umm Walad.

Le célèbre savant du hadîth Ahmad Ibn 'Îsâ Ibn Zayd est son petit-fils.